# Ljudmila Prokaševová
Ljudmila Vjačeslavovna Prokaševová (rusky Людмила Вячеславовна Прокашева; * 23. ledna 1969 Pavlodar, Kazašská SSR, SSSR) je bývalá sovětská a kazachstánská rychlobruslařka.
Na velkých mezinárodních závodech debutovala v roce 1990 na Mistrovství Evropy, kde se umístila na sedmém místě. O stupeň lepší příčky dosáhla v téže sezóně na Mistrovství světa ve víceboji. V roce 1992 poprvé startovala na Zimních olympijských hrách (nejlepší umístění – 5. místo v závodě na 5000 m), na vícebojařském světovém šampionátu byla tento rok čtvrtá. Rovněž na zimní olympiádě 1994 zůstala těsně pod stupni vítězů – na trati 5 km byla šestá, na distanci 3000 m čtvrtá. První medaili získala na Mistrovství světa ve víceboji 1995 (stříbro), na premiérovém Mistrovství světa na jednotlivých tratích 1996 dojela v závodě na 3000 m třetí. Na Asijských zimních hrách 1996 získala zlaté medaile v závodech na 1500 a 3000 m. V následujících letech se výsledkově na tratích 3 a 5 km pohybovala stále v první desítce, ze zimní olympiády 1998 si ze závodu na 5000 m odvezla bronzovou medaili. Poté však výkonnostně začala klesat, přesto se na Mistrovství světa na jednotlivých tratích 2001 umístila v závodě na 5000 m na šestém místě. Po sezóně 2002/2003 již na mezinárodních akcích nestartovala, objevila se pouze jednou v březnu 2004 na místních kazachstánských závodech.